# Maddur
Maddur là một thị xã của quận Mandya thuộc bang Karnataka, Ấn Độ.

## Địa lý
Maddur có vị trí 11°46′B 76°34′Đ / 11,77°B 76,57°Đ Nó có độ cao trung bình là 919 mét (3015 feet).

## Nhân khẩu
Theo điều tra dân số năm 2001 của Ấn Độ, Maddur có dân số 26.456 người. Phái nam chiếm 51% tổng số dân và phái nữ chiếm 49%. Maddur có tỷ lệ 68% biết đọc biết viết, cao hơn tỷ lệ trung bình toàn quốc là 59,5%: tỷ lệ cho phái nam là 73%, và tỷ lệ cho phái nữ là 63%. Tại Maddur, 12% dân số nhỏ hơn 6 tuổi.